# Anthracopteryx
Anthracopteryx là một chi bọ cánh cứng trong họ 
Elateridae.
Chi này được miêu tả khoa học năm 1891 bởi Horn.

## Các loài
Các loài trong chi này gồm:
- Anthracopteryx hiemalis Horn, 1891
- Anthracopteryx mexicana Champion, 1895